# Lothar Wardanjan
Lothar Wardanjan (* 20. Oktober 1951) ist ein ehemaliger deutscher Fußballspieler.

## Sportlicher Werdegang
Wardanjan spielte beim 1. FC Schweinfurt 05, den er 1973 in Richtung Nordamerika verließ. Dort spielte er eine Spielzeit für die Toronto Metros in der North American Soccer League und bestritt elf Partien, in denen er drei Torvorlagen gab.
Anschließend kehrte Wardanjan nach Deutschland zurück, wo er unter anderem für den SV Rieneck und die Kickers Würzburg spielte. Für letztere absolvierte er 32 Spiele in der Saison 1977/78 in der 2. Bundesliga und erzielte dabei drei Tore. Mit den Kickers hatte er ein Jahr zuvor die Meisterschaft der Bayernliga gewonnen. In der Saison 1978/79 spielte er für den VfB Friedrichshafen in der neugegründeten Amateur-Oberliga Baden-Württemberg. Am 12. Spieltag, im Spiel gegen den damaligen Tabellenführer 1. FC Eislingen, gelang ihm ein sensationelles Tor mit einem Sololauf von der Mittellinie und dem anschließenden satten Schuss von der Strafraumgrenze. Der VfB Friedrichshafen gewann damals mit 3:2 sein drittes Spiel, stieg aber am Ende der Saison mit nur sechs Siegen ab. Anschließend schloss er sich dem Ligakonkurrenten SV Neckargerach an, für den er noch bis 1983 in der dritthöchsten Spielklasse auflief.